# Örebro rådhus
Örebro rådhus från 1863 ligger vid Stortorget och är säte för kommunens politiska ledning och dess administration. Fastighetsägare är Örebroporten Fastigheter AB.

## Historia

### Det äldsta rådhuset
Det äldsta rådhuset i Örebro låg i Stortorgets sydvästra hörn.

### Rådhuset från 1662
År 1662 byggdes ett nytt rådhus i nordvästra hörnet av Stortorget. Mot slutet av 1700-talet blev detta för litet, och byggdes därför till i vinkel österut. Fasaden åt Stortorget blev efter denna tillbyggnad försedd med en låg frontespis, prydd med Örebro stads vapen. Däröver fanns en bild av rättvisans gudinna, som påminde om en kerub eller amorin. Denna grupp finns ännu i trappuppgången i dagens rådhus.
Det gamla rådhuset utnyttjades som mötesplats för borgarståndet vid Riksdagen år 1810 och Riksdagen år 1812.

## Dagens rådhus
Dagens rådhus är uppfört 1859-63 i nygotisk stil. Det ritades av stadsarkitekt Fridolf Wijnbladh som också var byggmästare.
När kung Karl XV inspekterade det nya rådhuset år 1862 (i samband med järnvägsinvigningen) eller 1865 (i samband med avtäckandet av Engelbrektstatyn), ska han ha utbrustit:
| ”              | Å, hut, Örebro! Bornera icke, svagdricka! | „ |
| – Kung Karl XV |                                           |   |

Med detta menade han, att en liten stad som Örebro (d.v.s. "svagdrickan") inte skulle yvas (d.v.s. bornera=skumma) på detta sätt.
Ursprungligen fanns polisvaktkontor, Örebro Sparbank, Lindhska bokhandeln och Tekniska skolans undervisningslokaler, verkstad, bibliotek och museum i huset. Dessutom hade borgmästaren sin tjänstebostad på tredje våningen vilken numera är den representationsvåning där kommunen tar emot sina gäster.
Exteriören är bevarad, bortsett från fönstersnickerier, entrédörrar och trappor. Interiören har ändrats flera gånger, till exempel så byggdes rådhuset om runt 1900, då bland annat Tekniska skolans ritsal gjordes om till den sessionssal som fortfarande används och som har kvar sin inredning från denna ombyggnad. Polisen hade sina lokaler i rådhuset fram till 1958.
På nyårsaftonen 1999 fick rådhuset sitt klockspel. Vikingen, Olaus Petri, Cajsa Warg, smeden, Hjalmar Bergman och en ung kvinna av idag, symboliserar olika delar av Örebros historia. Figurerna är skapade av den bulgariske konstnären Emil Mirtchev, och gjutna av nedsmälta granatskärvor. Melodin är komponerad av Jan Inge Hall från Örebro.
Runt 80% av alla borgerliga vigslar i Örebro sker i Rådhuset.

## Bildgalleri

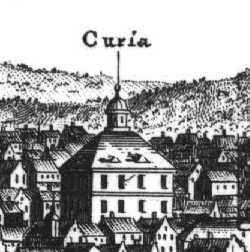
Rådhuset i Örebro år 1705 enligt Suecia antiqua et hodierna.
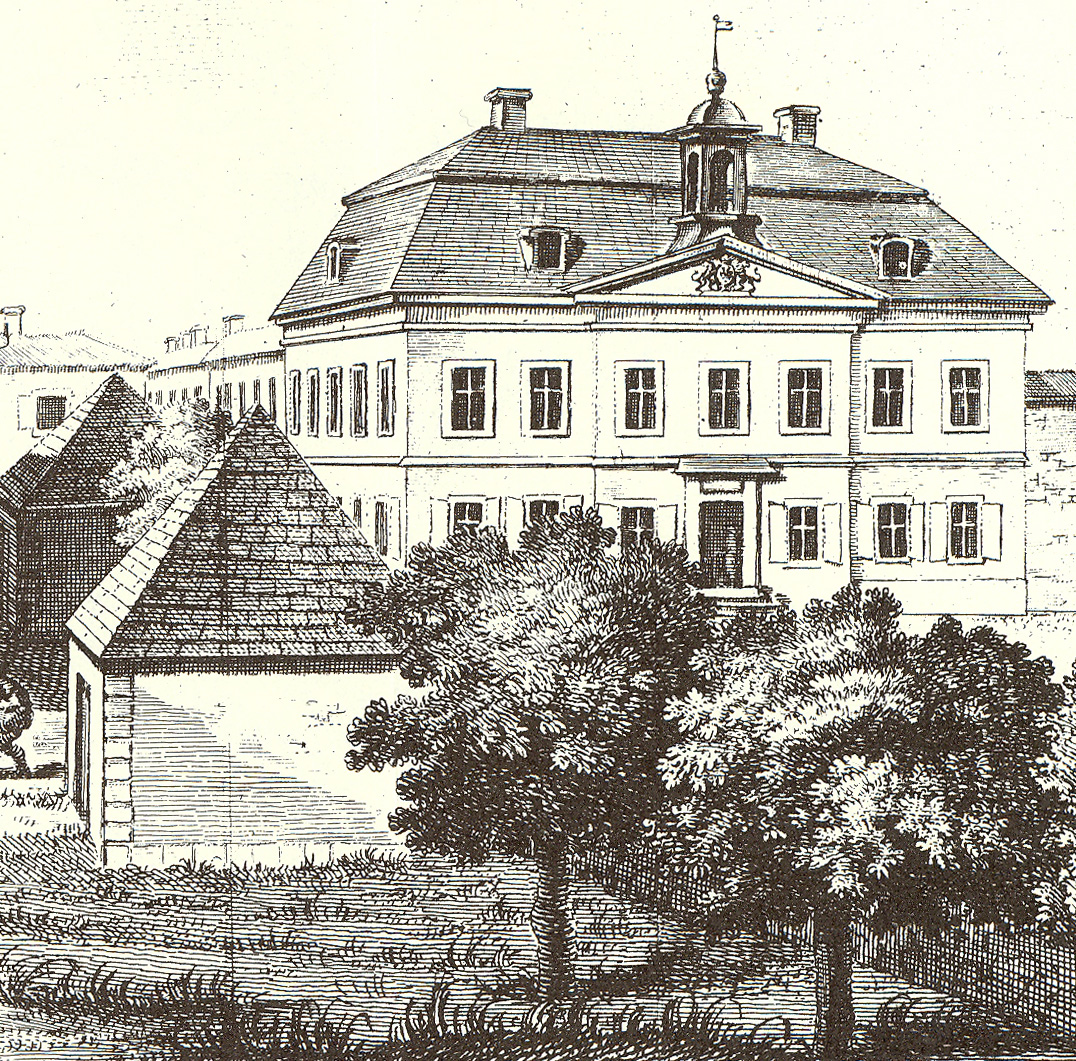
Örebro gamla rådhus efter tillbyggnaden. Ca 1760. Detalj av gravyr av Fredrik Akrel.
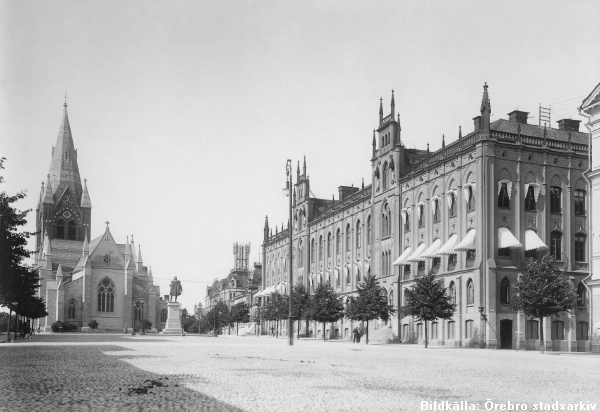
Rådhuset i Örebro år 1903. Nikolaikyrkan till vänster.
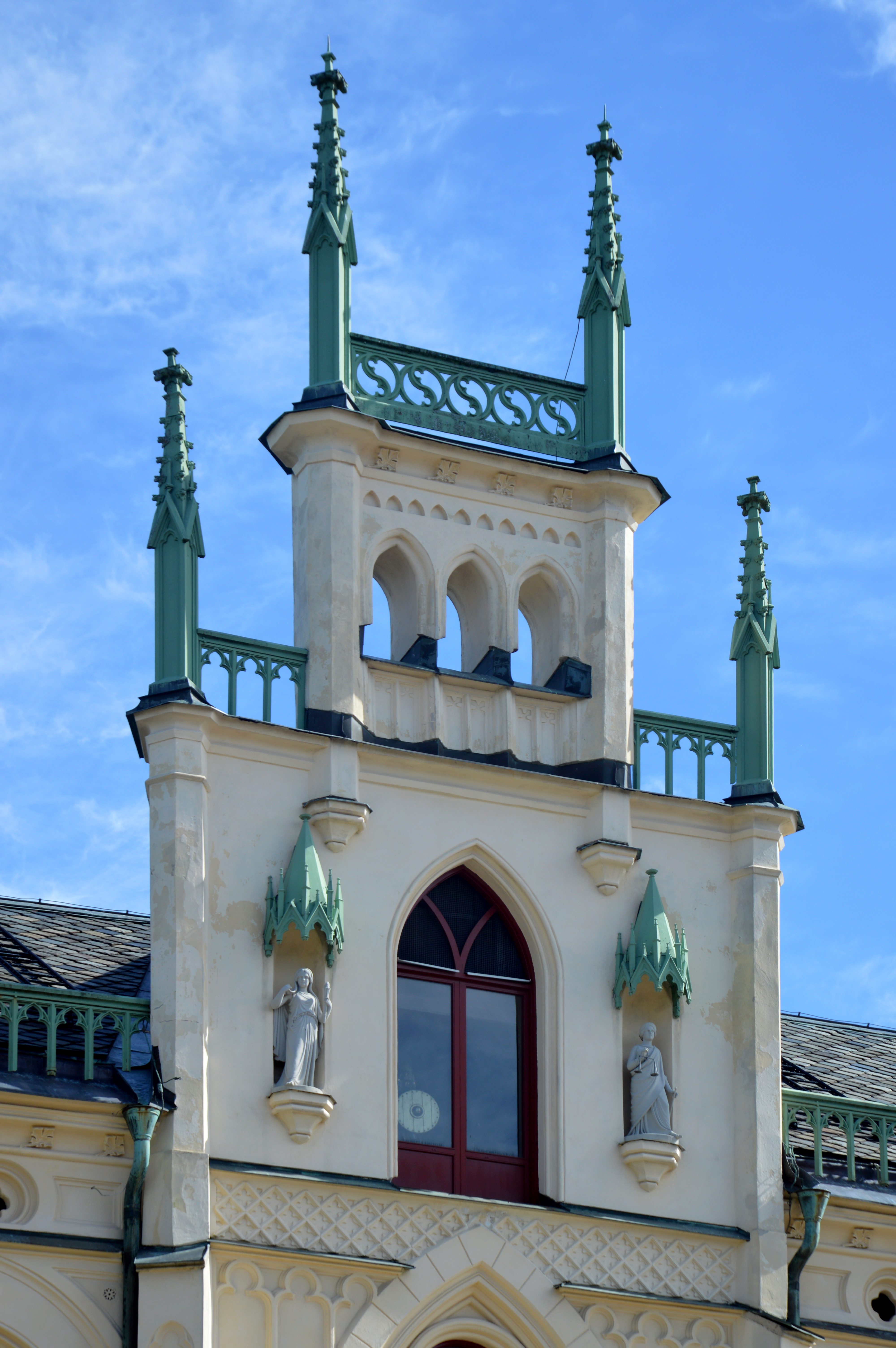
Detalj.